# Erythrophleum africanum
Erythrophleum africanum är en ärtväxtart som först beskrevs av George Bentham, och fick sitt nu gällande namn av Hermann August Theodor Harms. Erythrophleum africanum ingår i släktet Erythrophleum och familjen ärtväxter. Inga underarter finns listade i Catalogue of Life.